# Afrojeż algierski
Afrojeż algierski (Atelerix algirus) – gatunek ssaka łożyskowego z rodziny jeżowatych (Erinaceidae). Występuje w północnej Afryce. Jako jedyny spośród jeży afrykańskich występuje poza rodzimym kontynentem, w Hiszpanii. Mniejszy od jeża zachodniego.

## Wygląd
RozmiaryDługość: 20–25 cm; masa ciała: 280–600 g (samice są zazwyczaj większe).
PokarmZwierzęcy (podobnie jak ich europejscy kuzyni żywią się owadami i drobnym bezkręgowcami), sporadycznie grzyby.
AktywnośćNocna.
Dymorfizm płciowyWidoczny od urodzenia. Zewnętrzne narządy płciowe jeży wyglądają jak pępek. U samicy nieco mniejszy, położony znacznie bliżej tyłu grzbietu, w odróżnieniu od samca.

## Relacje z człowiekiem
Podobnie jak jeże europejskie, z racji występowania na bardziej zurbanizowanym terenie niż afrojeż białobrzuchy, podczas wędrówek narażony jest na rozjechanie przez samochody. 
Chociaż afrojeże algierskie jako takie nie są udomawiane przez człowieka, przyczyniły się do powstania formy hodowlanej rodzaju Atelerix – jeża pigmejskiego. Ich krzyżowanie z afrojeżami białobrzuchymi nadało początek linii kolorystycznej jeży pigmejskich zwanej algerian, a także wpłynęło na poprawienie niektórych cech hybrydy.